# 江之炜
江之煒（？—？），福建晋江人，清朝政治人物。举人出身。
康熙五十二年（1713年），擔任清朝廣州府南海縣知縣。后由宋瑋接任。1729年接替朱尔介任嘉定县知县一职，1733年由程国栋接任。